# Éémien
Riss
saalien Würm
vistulien
L'Éémien, ou Eemien, est l'avant-dernière période interglaciaire du Quaternaire. Définie aux Pays-Bas et initialement utilisée en Europe du Nord, cette appellation caractérise actuellement cette période pour de nombreux autres endroits du globe. L'interglaciaire éémien sépare la glaciation saalienne (ou glaciation de Riss) de la glaciation vistulienne (ou glaciation de Würm). Il correspond à la première partie du stade 5 (5e) dans la chronologie isotopique (environ 130 000 à 115 000 ans avant le présent). L'Éémien correspond à l'interglaciaire Riss-Würm dans les Alpes, à l'interglaciaire Sangamon en Amérique du Nord et à l'interglaciaire Ipswichien en Grande-Bretagne.
L'Éémien, qui est une période climatique, est corrélé au sous-étage géologique Tyrrhénien, mis en évidence au début du XXe siècle sur les côtes méditerranéennes,.
Le Pléistocène supérieur commence lors du pic de chaleur de l'Éémien, il y a environ 126 000 ans, ce qui signifie que l'Éémien commence au Pléistocène moyen et s'achève au Pléistocène supérieur. 

## Historique
L'existence de l'Éémien a été découverte en 1875 par le géologue néerlandais P. Harting dans des mines de la région d'Amersfoort, aux Pays-Bas. Il nomma les couches sédimentaires « système éémien » d'après la rivière Eem sur laquelle la ville est bâtie. Harting nota que les assemblages de mollusques marins étaient très différents de la faune actuelle de la mer du Nord. Beaucoup d'espèces des couches de l'Éémien ont une distribution beaucoup plus méridionale de nos jours, du Pas-de-Calais au Portugal jusqu'à la mer Méditerranée. De nombreuses informations à propos des assemblages de mollusques sont données par Lorié (1887) et Spaink (1958). Depuis leur découverte, les couches d'Éémien des Pays-Bas ont été étudiées sur leur contenu en mollusques marins en fonction de leur position stratigraphique.
En 1914, le géologue Arturo Issel décrit en Sardaigne des dépôts marins à Strombus mediterraneus, situés à une dizaine de mètres au-dessus du niveau actuel de la mer, le long des côtes de l'ile. Il crée l'appellation Tyrrhénien pour dénommer cette période géologique de haut niveau marin. 
| Subdivisions lithostratigraphiques | Équivalent alpin               | Équivalent nordique        | Climat | Chronologie isotopique | Biozone des mammifères, |
| Tubantien                          | Glaciation de Würm             | Vistulien                  | Froid  | SIO 5d-2               | MNQ 26                  |
| Éémien                             | Interglaciaire Riss-Würm       | Éémien                     | Chaud  | SIO 5e                 | MNQ 25                  |
| Drenthien                          | Glaciation de Riss             | Saalien                    | Froid  | SIO 10-6 ou SIO 8-6    | MNQ 22-24               |
| Needien                            | Interglaciaire Mindel-Riss     | Holsteinien                | Chaud  | SIO 11                 | MNQ 22                  |
| Taxandrien                         | Glaciation de Mindel           | Elstérien (ou « Günz II ») | Froid  | SIO 10 ou SIO 12       | MNQ 22                  |
| Cromérien                          | Interglaciaire de Günz I et II | Cromérien                  | Chaud  | SIO 22-13              | MNQ 21                  |
| Ménapien                           | Glaciation de Günz             | Ménapien et Bavélien       | Froid  | SIO 20-16 ou SIO 31-23 | MNQ 20                  |
| Waalien                            | Interglaciaire Donau-Günz      | Waalien                    | Chaud  |                        | MNQ 19                  |
| -                                  | Glaciation de Donau            | Éburonien                  | Froid  | SIO 28-26              |                         |
| Tiglien                            | Interglaciaire Biber-Donau     | Tiglien                    | Chaud  |                        |                         |
| Amstélien (nl)                     | Glaciation de Biber            | Prétiglien                 | Froid  | SIO 68-66 ou SIO 50-40 | MNQ 18                  |
| ---------------------------------- | ------------------------------ | -------------------------- | ------ | ---------------------- | ----------------------- |

## Climat

Températures des périodes géologiques

Des changements dans les paramètres orbitaux (plus grande inclinaison de l'axe et plus grand périgée) par rapport à aujourd'hui, connus sous le nom de cycle de Milankovitch, ont probablement entrainé des plus fortes variations thermiques saisonnières dans l'hémisphère nord, bien que les températures moyennes annuelles globales fussent probablement similaires à celles de l'Holocène.
Le pic de chaleur de l'Éémien se situe il y a 126 000 ans environ. Les hivers de l'hémisphère Nord ont été alors plus chauds et humides qu'aujourd'hui, bien que certaines régions particulières étaient légèrement plus froides. Les forêts sont remontées jusqu'au Cap Nord (aujourd'hui couvert par la toundra), au nord de la Norvège, bien au-delà du cercle arctique, mais aussi jusqu'à l'île de Baffin, dans l'archipel Arctique, et à Kuujjuaq, dans le Nunavik québécois. Les feuillus comme le noisetier et le chêne ont poussé jusqu'à Oulu en Finlande. La limite entre les prairies et les forêts dans les Grandes Plaines des États-Unis s'est déplacée plus loin à l'ouest, près de Lubbock au Texas au lieu de Dallas actuellement.
La température moyenne des océans aurait été de 2°C supérieurs à la température actuelle, ce qui suppose des températures bien plus élevées sur les terres (température de plus de 10°C dans le sud de la France supérieurs à la température actuelle).

## Niveau des océans
On a d'abord estimé que le niveau de la mer a atteint à son maximum de 4 à 6 mètres de plus que le niveau actuel, puis cette évaluation a été portée de 6 à 9 mètres,, avec le Groenland contribuant pour 0,6 à 3,5 m. On a mis en évidence deux périodes de haut niveau marin pendant le sous-stade isotopique 5e (Éémien, Tyrrhénien), en relevant des dépôts marins transgressifs datant de l'Éémien dans le sud-est tunisien. Cette hausse était due à une forte déglaciation, principalement des calottes glaciaires du Groenland et d'Antarctique,, mais aussi à l'expansion thermique des océans.
La géographie du froid différait de l'actuelle. Ainsi, une étude publiée en juillet 2007 semble indiquer que le site du forage "Dye3" était englacé pendant l'Éémien, ce qui implique que le Groenland n'aurait pas pu contribuer à plus de 2 mètres d'élévation du niveau de la mer.
La Scandinavie était alors une ile en raison de l'invasion par la mer et/ou des eaux douces de vastes régions d'Europe du Nord et de la plaine de Sibérie occidentale.

## Humains
Selon une étude parue en 2019 dans la revue Nature, fondée sur l'analyse de l'ADN mitochondrial des populations Khoïsans et voisines actuelles d'Afrique australe, les premiers humains modernes, supposés originaires de cette région d'Afrique, se seraient étendus vers le nord-est et vers le sud-ouest de leur foyer d'origine, grâce à un regain de précipitations produit par le réchauffement climatique enregistré durant l'Éémien, marquant ainsi la première expansion de l'Homme moderne. Cette étude, fondée sur le seul ADN mitochondrial, est critiquée notamment par les paléoanthropologues britannique Christopher Brian Stringer et français Jean-Jacques Hublin, qui la jugent fragile.
En France, des populations de Néandertaliens occupaient le territoire. Leur présence est étudiée, en particulier, à la grotte Mandrin, à proximité de Malataverne et au Grand Abri aux Puces (Vaucluse).